# Чернушка (приток Белейки)
Чернушка — река в Тверской области России, левый приток Белейки (бассейн Западной Двины). Длина реки составляет 12 км. 

## Течение
Протекает по территории Нелидовского муниципального района.
Река берёт начало в обширном болоте к северу от деревни Черенцово. Течет в юго-западном и западном направлении, пересекает автодорогу 28Н-1085. Впадает в Белейку слева.

## Населённые пункты
На берегу реки расположена деревня Чершушка.
Ранее на берегу реки находилась деревня Хутора.